# Trzecia płeć

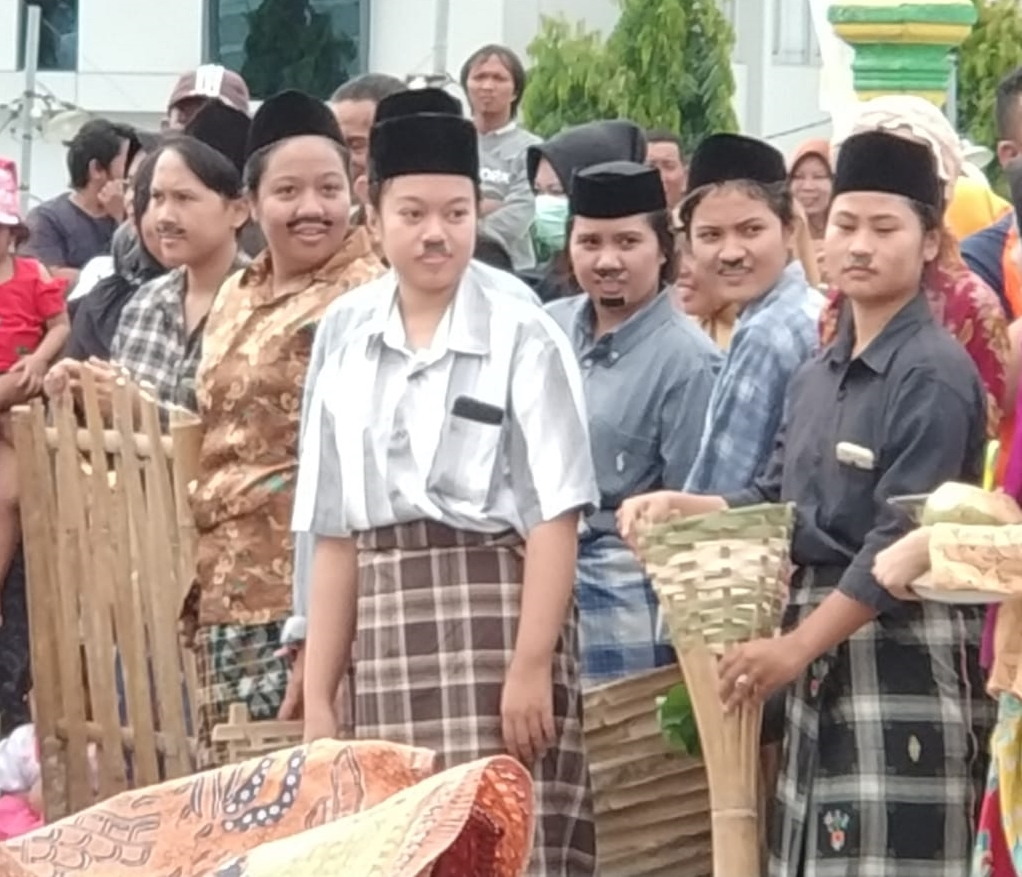
Grupa calalai (jedna z pięciu tradycyjnych płci w społeczności Bugisów) podczas parady w Soppeng, w Indonezji

Trzecia płeć (ang. third gender lub third sex) – termin określający jednostki, które nie są uznawane ani przez siebie, ani przez społeczeństwo, ani za mężczyzn, ani za kobiety. Jest to również kategoria społeczna obecna w społeczeństwach, które uznają trzy lub więcej płci. Określenie „trzecia” jest zwykle rozumiane jako „inna”; niektórzy antropologowie i socjologowie opisywali czwartą, piątą i „pewne” płcie. W niektórych klasyfikacjach (m.in. w Talmudzie) wyróżnia się nawet 7 płci.
Biologia determinuje, czy ludzka płeć chromosomalna i anatomiczna jest męska, żeńska, czy też stanowi jedną z nietypowych odmian dimorfizmu płciowego mogących stworzyć pewien stopień niejednoznaczności zwany interpłciowością (dawniej hermafrodytyzmem lub obojnactwem). Jednakże stan, w jakim dana osoba identyfikuje się lub jest identyfikowana przez społeczeństwo jako mężczyzna, kobieta lub ktoś inny, jest zazwyczaj określany również przez jej tożsamość płciową i rolę płciową w konkretnej kulturze, w której żyje. Nie wszystkie kultury mają ściśle określone role płci.
W różnych kulturach trzecia lub czwarta płeć może reprezentować bardzo odmienne zjawiska. Dla rdzennych Hawajczyków i Tahitańczyków māhū jest stanem pośrednim pomiędzy mężczyzną a kobietą lub „osobą o nieokreślonej płci”. Niektórzy tradycyjni rdzenni Amerykanie z południowo-zachodnich Stanów Zjednoczonych uznają spektrum czterech płci: kobieca kobieta, męska kobieta, kobiecy mężczyzna i męski mężczyzna. Określenie „trzecia płeć” bywa także odnoszone do hidźra w Indiach, którzy uzyskali prawną odrębność, faʻafafine w Polinezji i dziewic Kanunu.